# Biblioteca Malatestiana

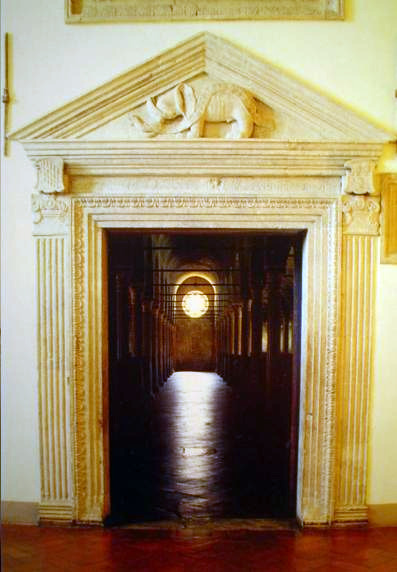
Entrada a l'aula (Aula del Nuti).

La Biblioteca Malatestiana (en italià: Biblioteca Malatestiana), també coneguda com la Malatesta Novello Library, és una biblioteca pública de Cesena, Emilia-Romagna (Itàlia). Va ser la primera biblioteca municipal, és a dir, pertanyia a la Comuna i estava oberta a tothom.
Va ser encarregada per Malatesta Novello, Senyor de Cesena. Les tasques de construcció van ser dirigides per Matteo Nuti de Fano (un deixeble de Leon Battista Alberti) i es van realitzar entre 1447 i 1452.
La Biblioteca Malatestiana és l'única del món, del tipus humanista-conventual, que ha preservat l'estructura, els accessoris i els còdexs d'ençà que va ser oberta fa més de 550 anys. Agostino di Duccio (1418-1481) va fer la porta principal. La meravellosa porta de fusta de noguera es remunta a 1454 i va ser tallada per Cristoforo da San Giovanni a Persiceto.
Dins, la biblioteca mostra un disseny geomètric, típic del Renaixement italià primerenc. L'aula té forma de basílica, amb tres naus dividides per deu fileres de columnes de pedra blanca local. La nau central és de volta de canó i acaba amb una roseta sota de la qual està enterrat Malatesta Novello.
Els accessoris són 58 escriptoris amb l'escut d'armes al costat. La llum entra a través de 44 finestres d'estil venecià, perfectament dissenyades per poder llegir. A l'interior es conserven 340 valuosos còdexs que cobreixen camps com el de la religió, el grec i el llatí clàssics, les ciències i la medicina. El manuscrit més antic de la biblioteca és una còpia de l'Etymologiae d'Isidoro de Sevilla.
El 2005 la UNESCO la va incloure en el programa Memòria del Món.